# Производство кофе в Руанде
Производство кофе в Руанде играет важную роль в сельскохозяйственном секторе страны и её экономике в целом. Руанда, известная своей арабикой, стала заметным игроком в мировой кофейной индустрии.

## История
Кофейная индустрия Руанды претерпела много изменений с начала XX века. Богатая кофейная культура Руанды относительно молода: она была введена в стране в начале 1900-х годов немцами. При бельгийском колониальном правлении производство кофе стало обязательным, заложив основу для его значительной роли в сегодняшней экономике Руанды. На протяжении многих лет преданные своему делу мелкие фермеры неуклонно расширяли производство, превращая Руанду в известный регион производства кофе, отличающегося уникальными вкусовыми характеристиками и ярко выраженными региональными особенностями.

## Практика выращивания
Руандийский кофе в основном выращивается на больших высотах, где имеются благоприятные климатические условия и вулканическая почва. Применяются принципы ведения устойчивого сельского хозяйства с растущим акцентом на органическое земледелие и справедливую торговлю. Фермеры используют традиционные методы, такие как выборочный ручной сбор спелых кофейных ягод, сушка на солнце и тщательная сортировка для обеспечения высоких стандартов качества.

## Экономическая значимость
Производство кофе оказывает значительное экономическое влияние на Руанду. Сегодня в Руанде насчитывается почти полмиллиона мелких кофейных хозяйств, и кофе является четвёртым по величине экспортным товаром страны. Это один из основных экспортных товаров страны, чья продажа влияет на поступления иностранной валюты и средства к существованию в сельских районах. В кофейном секторе наблюдается значительный рост, который привлекает инвестиции, создаёт возможности для трудоустройства и повышает общий уровень жизни многих общин, занимающихся выращиванием кофе в Руанде.

## Усилия по устойчивому развитию
В кофейной отрасли Руанды уделяется большое внимание инициативам по устойчивому развитию. Различные организации, кооперативы и правительственные учреждения активно участвуют в продвижении экологически чистых методов, обеспечении справедливых цен для фермеров и содействии социальному развитию в регионах выращивания кофе.